# Enfola
L'Enfola (pronuncia: énfola) è un promontorio dall'altitudine di 135 m costituito da granito porfirico sulla costa settentrionale dell'isola d'Elba, nel territorio comunale di Portoferraio.
« È un'amenissima collina nella giurisdizione della terra di Poggio, che risiede in un istmo oggi detto Il Reciso che fa capo al Golfo di Procchio, nella cima del quale eravi anticamente una maestosa fabbrica edificata da un tal Procido romano, capitano delle truppe pretoriane, che quivi si refugiò nelle guerre fra i Romani e i Cartaginesi. »
Agostino Cesaretti, Istoria del Principato di Piombino, 1788

## Etimologia
Secondo l'ipotesi più accreditata, il toponimo Enfola deriva dal latino insula («isola») a causa della conformazione stessa del promontorio, unito al resto dell'isola da un basso istmo. Secondo un'altra ipotesi, il toponimo deriverebbe dal latino plurale infera («inferno» o «luogo basso») sulla base di parallelismi con la lingua còrsa.

## Ambiente e storia

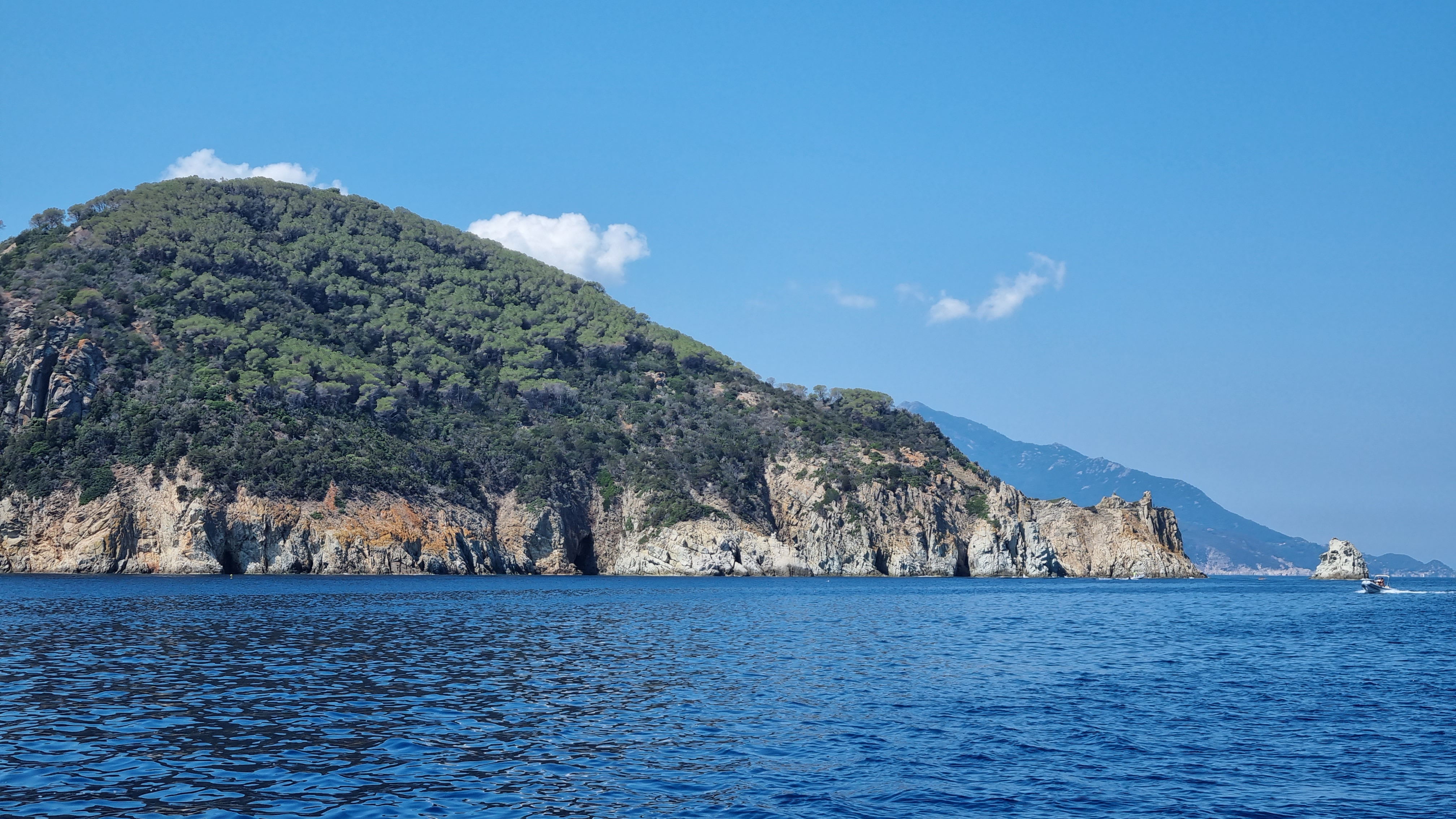
vista dal mare

Poco al largo della punta del promontorio si eleva un faraglione (detto La Nave), separato da un braccio di mare, Il Reciso; nei pressi si trova un altro isolotto chiamato anticamente La Meta (XVI secolo), per la somiglianza con una meta piramidale, e Isola di Schiappino (XIX secolo), dal latino scopulus («scoglio»).
Lungo il perimetro del promontorio si trova la Grotta dello Sbruffo - che prende il nome da un fenomeno idrodinamico - e la Grotta del Bove marino, un tempo luogo di riproduzione della foca monaca, insieme alla Secca della Spizzichina. Sino alla fine del XIX secolo, sulle rocce del promontorio si trovava una rara stazione di palma nana.
Al largo del promontorio sono stati rinvenuti materiali di età romana: due ceppi d'ancora in piombo, un'anfora vinaria di forma Dressel 1A e una olearia di forma Dressel 20.
A partire dal XVII secolo sull'istmo dell'Enfola fu impiantata un tonnara dirimpettaia ad un'altra situata in località Bagno (Marciana Marina), poi dismessa nel 1959.
Nel 1817, su progetto di Antonino Benini, fu edificato un posto di guardia a breve distanza dal promontorio.
Fra le due guerre mondiali fu costruita, su progetto del Genio Militare per la Regia Marina di La Spezia, una batteria navale da 152/45 dedicata al comandante Ludovico De Filippi. La batteria, catturata dai tedeschi dopo l'armistizio, fu fra i primi obiettivi attaccati nel giugno 1944 dai reparti speciali francesi impegnati nell'Operazione Brassard, lo sbarco che portò alla liberazione dell'isola dalle forze dell'Asse. 
Nel 1967 il promontorio fu sede del set cinematografico del film The Rover, con Anthony Quinn, Rosanna Schiaffino e Rita Hayworth.
Dal 3 aprile 2010, l'edificio della ex tonnara dell'Enfola è diventato la sede del Parco nazionale Arcipelago Toscano.